# Rosenbergia mandibularis
Rosenbergia mandibularis là một loài bọ cánh cứng trong họ Cerambycidae.